# 西城乡 (献县)
西城乡，是中华人民共和国河北省沧州市献县下辖的一个乡镇级行政单位。

## 行政区划
西城乡下辖以下地区：
大邵寺村、西城北村、东屯村、李虎一村、张花村、杜科村、南城村、蔡西村、西城南村、杨家村、樊家庄村、本斋乡彭村、西屯村、西蔡村、徐召村、李虎二村、小邵寺村、蔡东村、赵义楼村和榆林村。